# Aleix Garrido
Aleix Garrido Cañizares (Ripoll, Gerona, 22 de febrero de 2004) es un futbolista español que juega de centrocampista en la S. D. Eibar de la Segunda División de España.

## Trayectoria
En 2012 se unió a las categorías inferiores del F. C. Barcelona. En la temporada 2022-23 llegó a debutar con el primer equipo en un encuentro ante el Elche C. F. y fue capitán del filial.
El 20 de junio de 2025 dejó la disciplina azulgrana para fichar por la S. D. Eibar, firmando un contrato hasta junio de 2028.

## Estadísticas

### Clubes
Actualizado al último partido disputado el 8 de junio de 2024.
| Club                             | Div.          | Temporada     | Liga  | Liga  | Liga   | Copas nacionales | Copas nacionales | Copas nacionales | Copas internacionales | Copas internacionales | Copas internacionales | Total | Total | Total  |
| Club                             | Div.          | Temporada     | Part. | Goles | Asist. | Part.            | Goles            | Asist.           | Part.                 | Goles                 | Asist.                | Part. | Goles | Asist. |
| -------------------------------- | ------------- | ------------- | ----- | ----- | ------ | ---------------- | ---------------- | ---------------- | --------------------- | --------------------- | --------------------- | ----- | ----- | ------ |
| F. C. Barcelona Atlètic · España | 1.ª F         | 2021-22       | 6     | 1     | 0      | ―                | ―                | ―                | ―                     | ―                     | ―                     | 6     | 1     | 0      |
| F. C. Barcelona Atlètic · España | 1.ª F         | 2022-23       | 11    | 1     | 1      | ―                | ―                | ―                | ―                     | ―                     | ―                     | 11    | 1     | 1      |
| F. C. Barcelona · España         | 1.ª           | 2022-23       | 1     | 0     | 0      | 0                | 0                | 0                | ―                     | ―                     | ―                     | 1     | 0     | 0      |
| F. C. Barcelona · España         | Total club    | Total club    | 1     | 0     | 0      | 0                | 0                | 0                | 0                     | 0                     | 0                     | 1     | 0     | 0      |
| F. C. Barcelona Atlètic · España | 1.ª F         | 2023-24       | 23    | 1     | 4      | ―                | ―                | ―                | ―                     | ―                     | ―                     | 23    | 1     | 4      |
| F. C. Barcelona Atlètic · España | 1.ª F         | 2024-25       | 0     | 0     | 0      | ―                | ―                | ―                | ―                     | ―                     | ―                     | 0     | 0     | 0      |
| F. C. Barcelona Atlètic · España | Total club    | Total club    | 40    | 3     | 5      | 0                | 0                | 0                | 0                     | 0                     | 0                     | 40    | 3     | 5      |
| Total carrera                    | Total carrera | Total carrera | 41    | 3     | 5      | 0                | 0                | 0                | 0                     | 0                     | 0                     | 41    | 3     | 5      |

## Palmarés

### Títulos nacionales
| Título                     | Club            | País   | Año     |
| -------------------------- | --------------- | ------ | ------- |
| Primera División de España | F. C. Barcelona | España | 2022-23 |